# IQ (バンド)
IQ（アイキュー）は、元のバンドである「The Lens」の解散後、1981年にマイク・ホルムズとマーティン・オーフォードによって結成されたイギリスのネオ・プログレッシブ・ロック・バンドである。バンドが大きな商業的成功を手にしたことはなく、幾度かのラインナップ変更があったが、IQは長年にわたって忠実な支持者を築き上げ、2019年現在も活動を続けている（現在はオーフォードを除き、オリジナル・レコーディング・ラインナップとなっている）。2011年、IQは30周年を記念してイギリスとヨーロッパで一連のコンサートを行った。

## ネオ・プログレッシブ・ムーブメント
IQは1980年代初期に結成され、1970年代に見捨てられたジェネシスやイエスなどのプログレッシブ・ロック・スタイルを引き継いだ、マリリオン、ペンドラゴン、トゥエルフス・ナイト、パラス、クエーサー、LaHost、ソルスティスを含むイギリスのバンド群の1つである。音楽プレスは、これらのバンドを記述するために「ネオ・プログレッシブ」というフレーズを作り出し、他のバンドのスタイルを単純にコピーしているとしばしば非難した。この非難はマーティン・オーフォードによって激しく否定されており、マーティン・オーフォードは「ネオ・プログレッシブ」という用語の使用に反対し、バンドが音楽的影響の幅広い選択を持っているということを主張している。

## ラインナップ
1982年から、ラインナップはピーター・ニコルズ（ボーカル）、マイク・ホルムズ（ギター）、マーティン・オーフォード（キーボード）、ポール・クック（ドラム、同名のセックス・ピストルズのドラマーと混同注意）、ティム・イーサウ（ベース）となった。ニコルズは1985年7月に脱退し、新バンド「Niadem's Ghost」を結成してポール・メネルに交代したが、その後、1990年になってバンドに戻った。2005年の初め、ポール・クックがバンドを去り、アンディ・エドワーズ（元ロバート・プラント・バンド）がドラマーとなった。2007年7月20日、マーティン・オーフォードがIQを脱退し、プログレッシブ・ロック・バンドであるDarwin's Radioのマーク・ウェストワースに交代したことを発表した。2009年後半、ポール・クックがアンディ・エドワーズの後任としてバンドに戻ってきた。2010年10月7日、マーク・ウェストワースがバンドの公式ウェブサイトで、バンドを辞めることを発表し、IQでの最後の出演は2010年12月11日となった。2011年1月1日、バンドは、マークの後任にインストゥルメンタル・プログ・フュージョン・バンド「Sphere³」からニール・デュラントを迎えたと発表した。2011年1月7日、19年にわたりベーシストを務めたジョン・ジョーウィットがバンドのウェブサイトで、バンドを脱退し、最後の出演が2010年12月11日のコンサートであったことを発表した。2011年1月のうちに、オリジナル・ベーシストのティム・イーサウがバンドに復帰した。

## 音楽スタイル

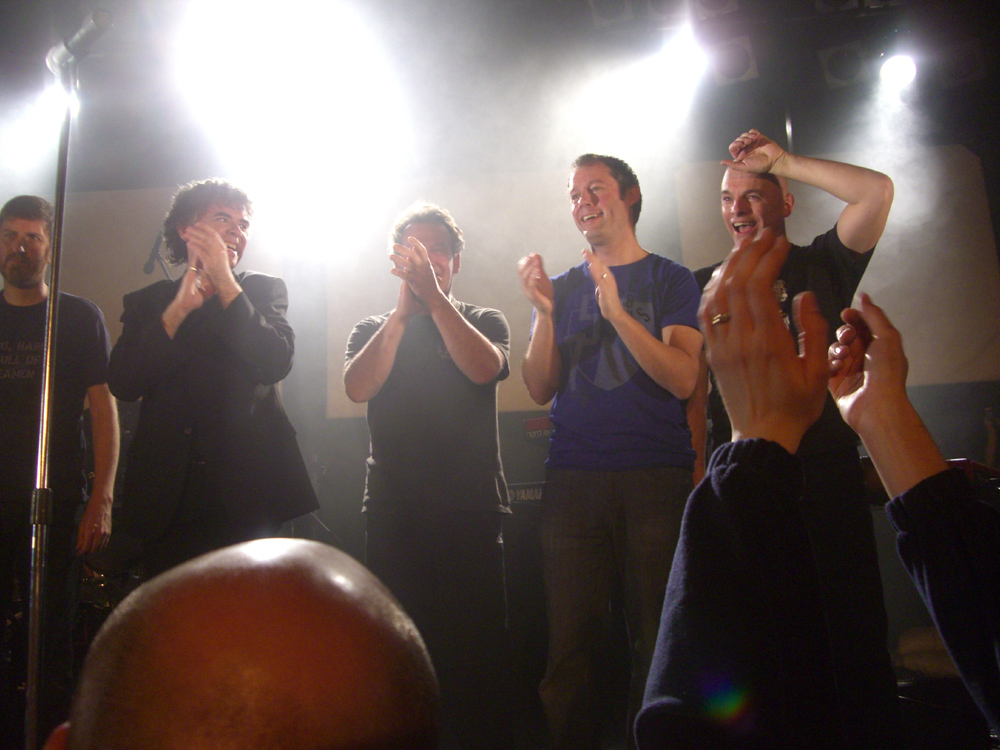
2010年1月16日、「The Classic Rock Society Awards Night」にて。バンドは『フリークエンシー』で年間最優秀バンドとベスト・アルバムを獲得した。左から：ホルムズ、ニコルズ、クック、ウェストワース、ジョーウィット

バンドの音楽スタイルは、特に彼らのキャリアの初期に、歌手のピーター・ニコルズによるボーカルとステージにおける存在感、そしてキーボーディストのマーティン・オーフォードの壮大なキーボード演奏から、ピーター・ガブリエルとスティーヴ・ハケットが居た時代のジェネシスを連想させた。しかし、ギタリストのマイク・ホルムズの役割はバンドにおいてずっとハッキリしたものであり、音楽的により強いエッジを与えた。ニコルズの脱退後、アルバム『ノムザモ』（1987年）と『アー・ユー・シッティング・コンフォータブリィ』（1989年）で、バンドのスタイルはもっと商業的でラジオ向きなものになった。ただし、各アルバムにはまだプログレッシブ・ロック・スタイルの楽曲も含まれていた。1993年の『エヴァー』でニコルズが復帰してからは、より複雑なアレンジと複雑なミュージシャンシップを特徴とする長めの楽曲により、プログレッシブ・ロックのルーツへと回帰した。

## メンバー
最新メンバー
- マイク・ホルムズ (Mike Holmes) – ギター (1981年– )
- ティム・イーサウ (Tim Esau) – ベース (1981年–1989年、2011年– )
- ピーター・ニコルズ (Peter Nicholls) – リード&バック・ボーカル (1981年–1985年、1990年– )
- ポール・クック (Paul Cook) – ドラム (1982年–2005年、2009年– )
- ニール・デュラント (Neil Durant) - キーボード (2010年– )

旧メンバー
- マーティン・オーフォード (Martin Orford) – キーボード、バック・ボーカル (1981年–2007年)
- マーク・リダウト (Mark Ridout) – ドラム (1981年–1982年)
- ポール・メネル (Paul (P.L.) Menel) – リード&バック・ボーカル (1985年–1990年)
- レス・マーシャル (Les 'Ledge' Marshall) – ベース (1989年-1991年)
- ジョン・ジョーウィット (John Jowitt) – ベース、バック・ボーカル (1991年–2011年)
- アンディ・エドワーズ (Andy Edwards) – ドラム (2005年–2009年)
- マーク・ウェストワース (Mark Westworth) – キーボード (2007年–2010年)

## ディスコグラフィ

### アルバム
- Tales from the Lush Attic (1983年)
- The Wake (1985年)
- 『ノムザモ』 - Nomzamo (1987年)
- 『アー・ユー・シッティング・コンフォータブリィ』 - Are You Sitting Comfortably? (1989年)
- 『エヴァー』 - Ever (1993年)
- 『サブテレネア』 - Subterranea (1997年)
- Seven Stories into '98 (1998年)
- 『ザ・セブンスハウス』 - The Seventh House (2000年)
- 『ダーク・マター』 - Dark Matter (2004年)
- 『フリークエンシー』 - Frequency (2009年)
- 『ザ・ロード・オブ・ボーンズ』 - The Road of Bones (2014年)
- 『レジスタンス』 - Resistance (2019年)

### ライブ・アルバム
- Living Proof (1986年)
- J'ai Pollette d'Arnu (1991年) ※B面曲、ライブ曲
- Forever Live (1996年)
- Subterranea: The Concert (2000年)
- The Archive Collection: IQ20 (2003年) ※公式海賊版
- The Wake: Live at De Boerderij (2010年)
- The Archive Collection: IQ30 (2012年) ※公式海賊版
- The Archive Collection: Live on The Road of Bones (2016年)

### コンピレーション・アルバム
- Nine in a Pond is Here (1985年) ※デモ曲などの公式海賊版
- The Lost Attic (1999年) (rarities)
- Limited edition Frequency Tour CD 1 (2008年) ※レア曲、ライブ曲
- Limited edition Frequency Tour CD 2 (2008年) ※レア曲、ライブ曲

### シングル
- "Barbell is in" (1984年)
- "Corners" (1985年)
- "Passing Strangers" (1987年)
- "Promises (as the years go by)" (1987年)
- "Sold on you" (1989年)[7]

### 映像作品
- Forever Live (1996年) ※VHS/CDセット
- Subterranea: The Concert (DVD, 2000年) ※DVD
- IQ20 - The Twentieth Anniversary Show (DVD 2004年) ※DVD
- Live from London (2005年) ※DVD、1985年5月13日ロンドン録音
- 『ステージ』 - IQ Stage (2006年) ※DVD
- Forever Live (2007年) ※DVD
- The Wake in Concert (2010年) ※DVD
- Scrape Across the Sky (2017年) ※Blu-ray